# كلاوس رولر
كلاوس رولر Klaus Roehler (ولد في عام 1929 - ومات في عام 2000) هو أديب ألماني. كما أنه عمل مراجعا أدبيا في العديد من دور النشر.
كان كلاوس رولر عضوا في جماعة 47 الأدبية, وتزوج بالأديبة جيزيلا إلسنر, وانفصل عنها بعدما بلغ ابنهما أوسكار ثلاثة أعوام. انتحرت جيزيلا في عام 1992.
وفي عام 2000 أخرج أوسكار رولر فيلما يحكي قصة أمه بعنوان «العذراء» Die Unberührbare.

## من أعماله
- كرامة الليل 1958 (قصص)
- الرجل الملون وقصص أخرى 1966
- المذكرة: قصص وتأملات 1983
- دبابير وثلج: 99 رسالة ومذكرة واحدة 2001 (بالاشتراك مع جيزيلا إلسنر)